# Maisons Magnin et Gaillard
Les maisons Magnin et Gaillard sont deux maisons jumelées situées à Pérouges, en France.

## Localisation
Les maisons sont situées dans le département français de l'Ain, sur la commune de Pérouges.

## Historique
L'édifice est classé au titre des monuments historiques le 24 novembre 1921.